# Groddjur
Groddjur eller amfibier (Amphibia) är en klass ryggradsdjur, som antas ha utvecklats ur kvastfenade fiskar och indelas i tre ordningar: stjärtlösa groddjur (Anura), alltså grodor, stjärtgroddjur (Urodela) i vilka ingår salamandrar, samt maskgroddjuren (Gymnophiona). Det vetenskapliga namnet kommer från grekiskan och är sammansatt av ἀμφί (amphi), 'på bägge sidor', och βίος (bios), 'liv', alltså 'dubbelt levande'. Namnet syftar på metamorfosen, då de flesta groddjuren först lever som larv i vattnet innan de går över till ett liv på land. Även de flesta vuxna groddjur har ett habitat av akvatiska och terrestriska (relaterad till jord) områden. De behöver i alla fall närheten till vatten. Många arter är aktiva på natten som skydd mot fiender och mot vattenavdunstning från huden.

## Utbredning och habitat
Groddjur förekommer på samtliga kontinenter, utom Antarktis, och i helt olika miljöer, från öken till tropisk regnskog. Eftersom huden måste hållas fuktig, och larverna vanligen utvecklas i vatten, förekommer de flesta arter i närheten av vatten, eller i fuktiga miljöer. I tempererade regioner blir de inaktiva under årets kallare perioder, och i torra områden kan de gå i dvala under torrperioden.

## Anatomi
Groddjuren har en ganska liten hjärna, som är mycket lik fiskarnas. Större behövs inte på grund av dess rörelsemönster som är ganska enkelt och stereotypt. Skelettet är anpassat för ett hoppande rörelsesätt på land, och därför är bakbenen kraftigt förlängda. Grodans inre organ skyddas inte av revben, utan av muskler.
Ryggraden består som mest av nio kotor och ett svansben som har bildats genom sammansmältning av svanskotor. 
Huden saknar fjäll och innehåller många körtlar, bland annat för att hålla huden fuktig eller med doftämnen mot fiender.
Groddjur har lungor, men kan också utbyta syre och koldioxid genom hudandning varför huden hålls fuktig och skyddas mot uttorkning genom ett hudslem. Flera arter har ur detta utvecklat ett hudgift, kallat bufotoxin.  
Groddjur är skildkönade (honor och hannar olika individer) och de flesta arter har yttre befruktning som är beroende av vatten. Stjärtgroddjur, maskgroddjur samt vissa andra arter har emellertid inre befruktning.
Könsorganet är upphängt i bukhålans tak. Hos paddhanar finns ett unikt organ som kan utvecklas till äggstockar om testiklarna tas bort. De stjärtlösa grodorna, alltså de allra flesta arterna, har yttre befruktning där hanen klamrar sig fast på honan och spermierna avges i samband med ägglossningen. Äggen läggs i långa strängar eller klumpar.
Ur äggen kläcks larver som går från att vara helt anpassade till ett liv i vatten till att leva på land via ett antal utvecklingssteg. Förvandlingen från yngel till vuxen kallas metamorfos.
Groddjur saknar den vätskefyllda säck, amnion, som omger embryot. Groddjuren genomgår ett larvstadium där de andas med gälar samt genom huden.

### Matspjälkning
Grodor är försedda med en lång tunga som de slungar ut när de ska fånga sitt byte, t.ex. en fluga. I tungans spets finns körtlar som avger ett klibbigt sekret. Insekten fastnar i sekretet och grodan kan sedan dra in den i munnen. Födan tuggas inte, utan sväljs hel. Groddjur saknar i allmänhet tänder.

### Nervsystemet
Nervsystemet är i stort sett likadant som det hos andra ryggradsdjur, med en central hjärna, en ryggmärg, och nerver genom kroppen. Groddjurets hjärna är mindre utvecklad än reptilernas, fåglarnas och däggdjurens men är snarlik morfologiskt och funktionellt med en fisk. De består av storhjärna, mellanhjärna och lillhjärna. Storhjärnan bearbetar sinnesintryck, så som lukt i luktloben och syn i synloben, och har även centrumet för beteende och inlärning. Lillhjärnan är centrum för den muskulära koordinationen och den förlängda märgen kontrollerar några av organens funktioner som till exempel hjärtslag och andning. Hjärnan skickar signaler genom ryggmärgen och nerverna reglerar aktiviteten i resten av kroppen.
Grodyngel behåller sidlinjesystemet som sina äldre fisksläktingar men det förloras som vuxna landgroddjur. Öronen är välutvecklade hos grodor. De har inget yttre öra, men den stora runda trumhinnan ligger på ytan av huvudet precis bakom ögat. Den vibrerar och ljud överförs genom ett enda ben, stigbygeln, till innerörat. Endast ljud med hög frekvens som parningsrop hörs på detta sätt men ljud med låg frekvens kan upptäckas genom en annan mekanism. En annan sak som är unikt för grodor och salamandrar är det columella-operculum-komplex som gränsar till hörselkapseln och är involverad i överföringen av både luftburna och de seismiska vågorna.

### Rörelseapparat

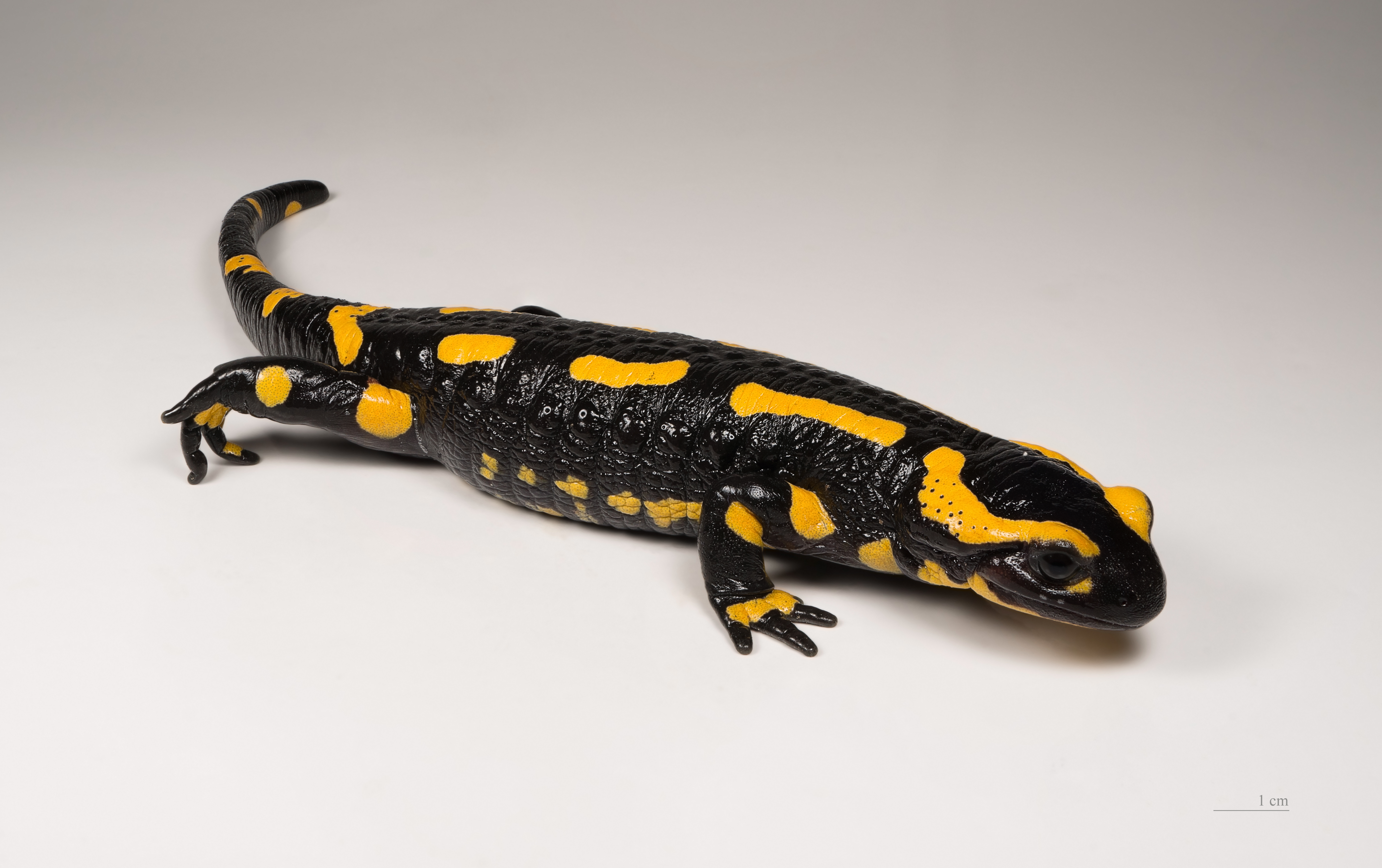
Eldsalamander (Salamandra salamandra)

Amfibier har ett skelettsystem som är strukturellt homologiskt, dock med olika variationer. Alla har fyra ben förutom de benlösa maskgroddjuren och några få arter av salamandrar. Deras ben är ihåliga och lättviktiga. Det muskulära systemet är starkt för att stödja upp kroppen och huvudet. Bröstkorgen stöds upp med hjälp av muskler och det välutvecklade bäckenet är fäst i ryggraden av ett par korsade revben. Höften lutar framåt och kroppen hålls närmare marken jämfört med. 
De flesta amfibiedjur har fyra tår på framfötterna och fem på bakfötterna, men inga klor på någon av dessa. Några salamandrar har färre tår och ålsalamandrar är ålliknande till utseendet med små korta ben. Grodornas fötter har anpassats till sättet de lever på, med skinn mellan tårna för att simma, breda vidhäftande tår för att klättra och knölar på bakfötterna för att gräva. Grodor gräver ofta baklänges i jorden.
Förflyttning på land sker genom gång där svansen svingar från sida till sida eller används som stöd speciellt när de klättrar. I deras normala gång förflyttas ett ben i taget.

### Andningsorganen
En amfibie delar sitt liv på land och i vatten, vilket betyder att de kan ta syre både ur luften och ur vattnet. Groddjurens andningsorgan är speciellt på så sätt att de inte bara andas med sina lungor. Lungorna i groddjur liknar tunna påsar inne i kroppen och är väldigt outvecklade. På påsarnas väggar finns ett nät med små blodkärl som fångar upp syret när grodan drar in luft. Dock räcker inte lungorna till för att syresätta djuret och därför måste amfibierna också andas genom den tunna fuktiga yttre huden och munslemhinnan. Strax under huden finns mängder av blodkärl. Groddjurens har en jämförelsevis långsam diffusionshastighet för syre som kommer in i blodet. För att grodorna ska få tillräckligt med syre måste huden förbli fuktig så att syret kan diffundera i tillräckligt hög takt. Syret löser sig i slemmet och förs sedan vidare in i blodkärlen innanför huden. Tack vare slemmet kan groddjur få syre både från luft och vatten. På samma sätt kan djuret andas in genom näsborrarna och ta upp syre via de fuktiga blodkärlsrika slemhinnorna i munnen. Grodyngel andas till en början med gälar som sedan utvecklas till de andra tre andningsorganen.

### Utsöndringsorganen
Groddjuren har två njurar som är placerade högt uppe precis under de yttre skalet av deras kroppslighet. Njurarnas uppgift är att filtrera blodet från metaboliska ämnen som ska bildas till avfall för att sedan transportera urin genom urinledaren till urinblåsan. Avfallet kommer sedan att utsöndras med jämna mellanrum i groddjurens lufthål eller så kallad kloaköppning. Kloaköppningen har även fler funktioner än endast ett, den används till analöppning men det är också där befruktning och äggläggning sker. Hos de vattenlevande groddjuren finner man en stor del av kväve som utsöndras som ämnet ammoniak i urinen, just på grund av att de lever i vatten. När man däremot undersöker de groddjur som lever på land, som måste vara sparsamma med de vatten som de har, finner man att de utsöndrar betydligt mindre farliga ämnen i sin urin. Detta är alltså på grund av att de måste fokusera mer på sparandet av vattnet i kroppen.

### Blodet, blodomloppet och hjärtat

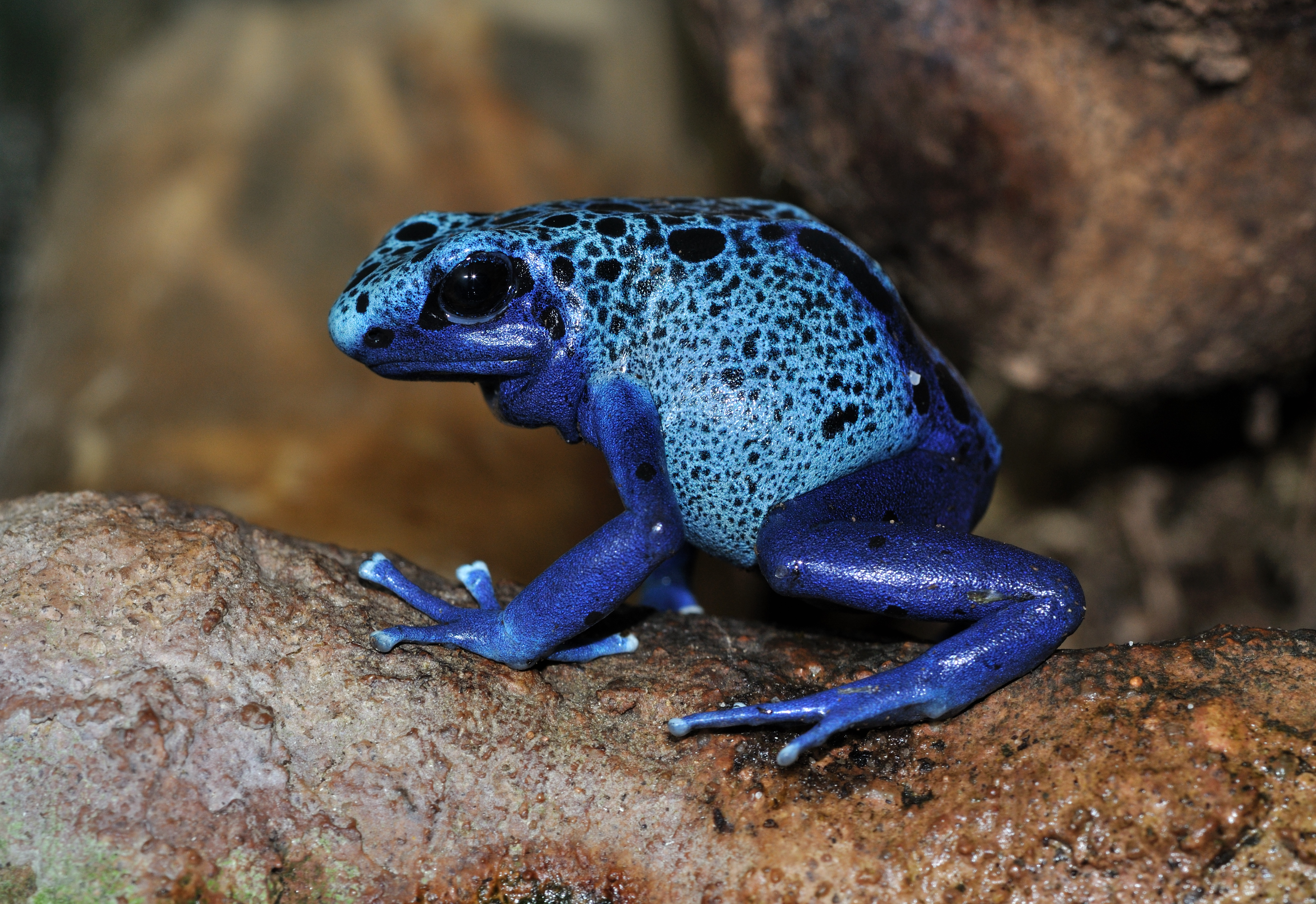
Pilgiftsgroda av arten Dendrobates azureus.

Groddjur har två olika blodomlopp beroende på vilket stadium i livet det är i. Ett yngelsteg och ett vuxensteg. Skillnaderna är tydliga, ynglens blodomlopp påminner till stora delar om det fiskar har. Två kammare pumpar blod genom hjärtat och gälarna där de blir syresatta. Sedan transporteras blodet runt kroppen och tillbaka till hjärtat i ett slag. I vuxenlivet förlorar groddjuren sina gälar och börjar utveckla lungor. De har ett hjärta som består av två hjärtkammare och två artärer. När hjärtkammaren pumpar det ej syresatta blodet genom lungartären till lungorna. Fortsatt interaktion mellan lungorna och blodet gör att det sedan pumpar syresatt blod genom hela kroppen. Mixande av två blodvätskor minimeras av anatomin av de olika kammarna.

## Ekologi

### Föda och fiender
Larver av stjärtlösa groddjur livnär sig främst av vegetabilisk föda som detritus (ruttnande växtdelar) men även av as. Däremot äter larver av stjärtgroddjur och alla individer som genomgick metamorfosen bara animalisk föda. Ett undantag är maskgroddjur då deras födoämnen är outredd. Vanliga byten är insekter, spindeldjur och andra leddjur samt blötdjur. Dessa äts främst i helhet. Många arter har en klibbig tunga som snabbt kan sträckas framåt. Större groddjur jagar även andra mindre ryggradsdjur och kannibalism är inte helt ovanlig. För att spara energi jagar de vanligen inte aktivt utan väntar på bytet för att överraska det.
Groddjur själva jagas av flera olika djur och för många är de grundvalen i födan. Rom och larver äts av "rovinsekter", fiskar, vattenfåglar och av andra groddjur. Vuxna groddjur utgör födan för däggdjur, reptiler, fåglar och ibland även för större ryggradslösa djur. Därför behöver groddjur många ägg och bara en liten del av äggen utvecklas till könsmogna individer. Med undantag av några giftämnen som avsöndras av groddjurens hudkörtlar har de inga försvarsmöjligheter som tänder eller klor. Ofta skyddar de sig med hjälp av kamouflage, flykt eller vistelse i gömställen. Ibland förstorar de kroppen med luft eller öppnar gapet för att skrämma fienden.
Arterna upptar vatten över huden och de har säckliknande organ för att lagra vattnet. Grorddjur behöver därför inte dricka.

### Fortplantning

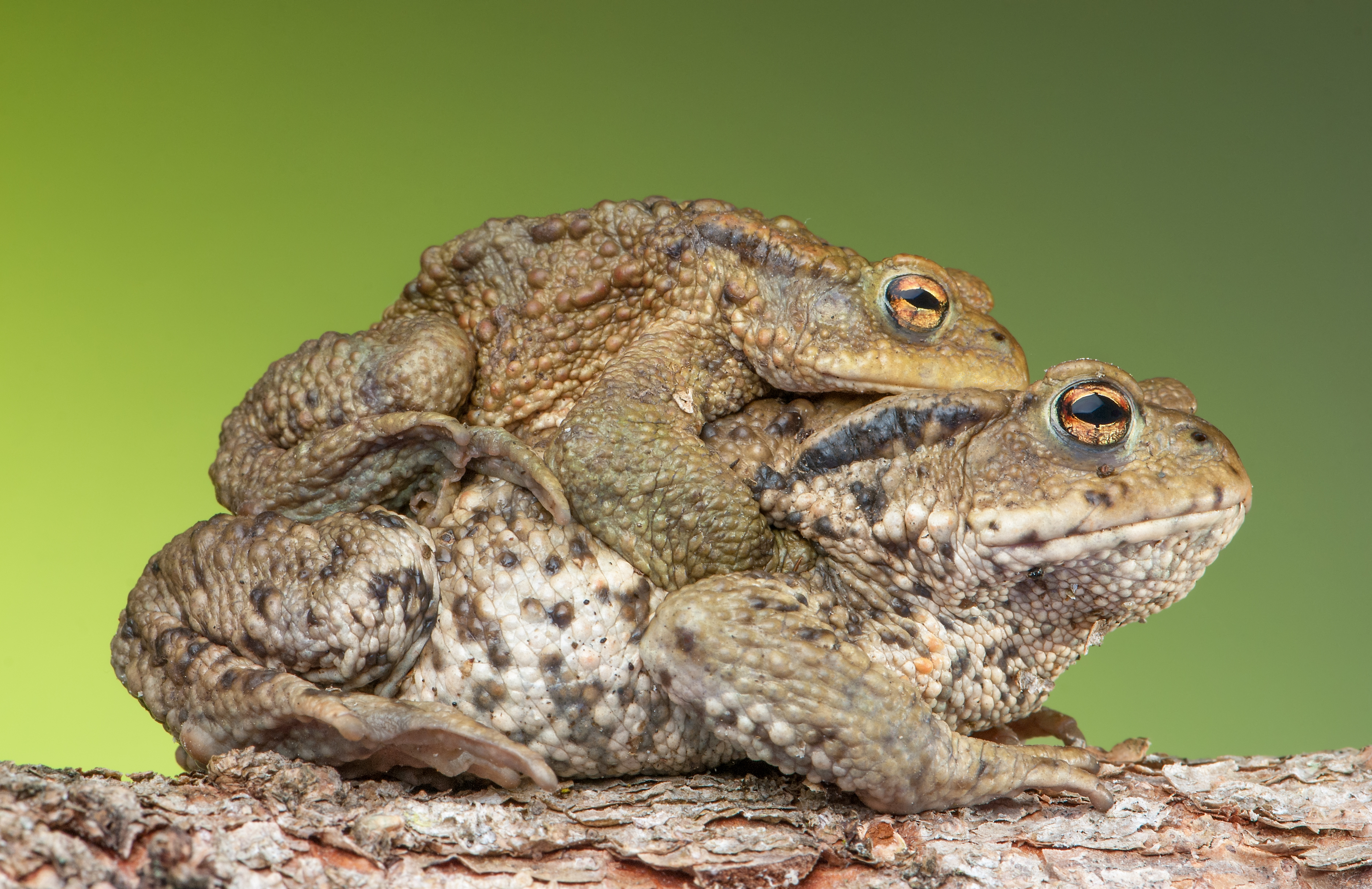
Amplexus hos vanlig padda (Bufo bufo).

Groddjurens hona lägger ägg som befruktas av hanen och som sedan utvecklas till nya små groddjur. Det är hanen som först dyker upp på häckningsplatsen och efter några dagar börjar de med sitt parningsläte för att markera sitt revir eller imponera på honan. Många groddjur återvänder till de dammar och bäckar där de själva växte upp för att föröka sig på samma plats och kan krypa flera kilometer för att komma dit.   
De flesta groddjur lägger sina ägg i vatten, även om vissa lägger sina ägg på land och har utvecklat olika sätt att hålla dem fuktiga. Ett fåtal (exempelvis Fejervarya raja) kan leva i bräckt vatten men det finns inga riktiga marina groddjur. Innan honan lägger sina ägg på vatten klättrar hanen upp och griper honan tätt med sina framben antingen bakom armarna eller framför bakbenen. Detta kallas amplexus. Medan honan lägger äggen sprutar hanen en mjölkaktig vätska med spermier som befruktar äggen. Detta är yttre befruktning och är vanligast bland groddjur, men det finns exempel på att de använder sig av inre befruktning där honan plockar upp ett "spermiepaket" som hanen placerat på en pinne. På så sätt befruktas äggen inne i honan innan de läggs.

## Evolution

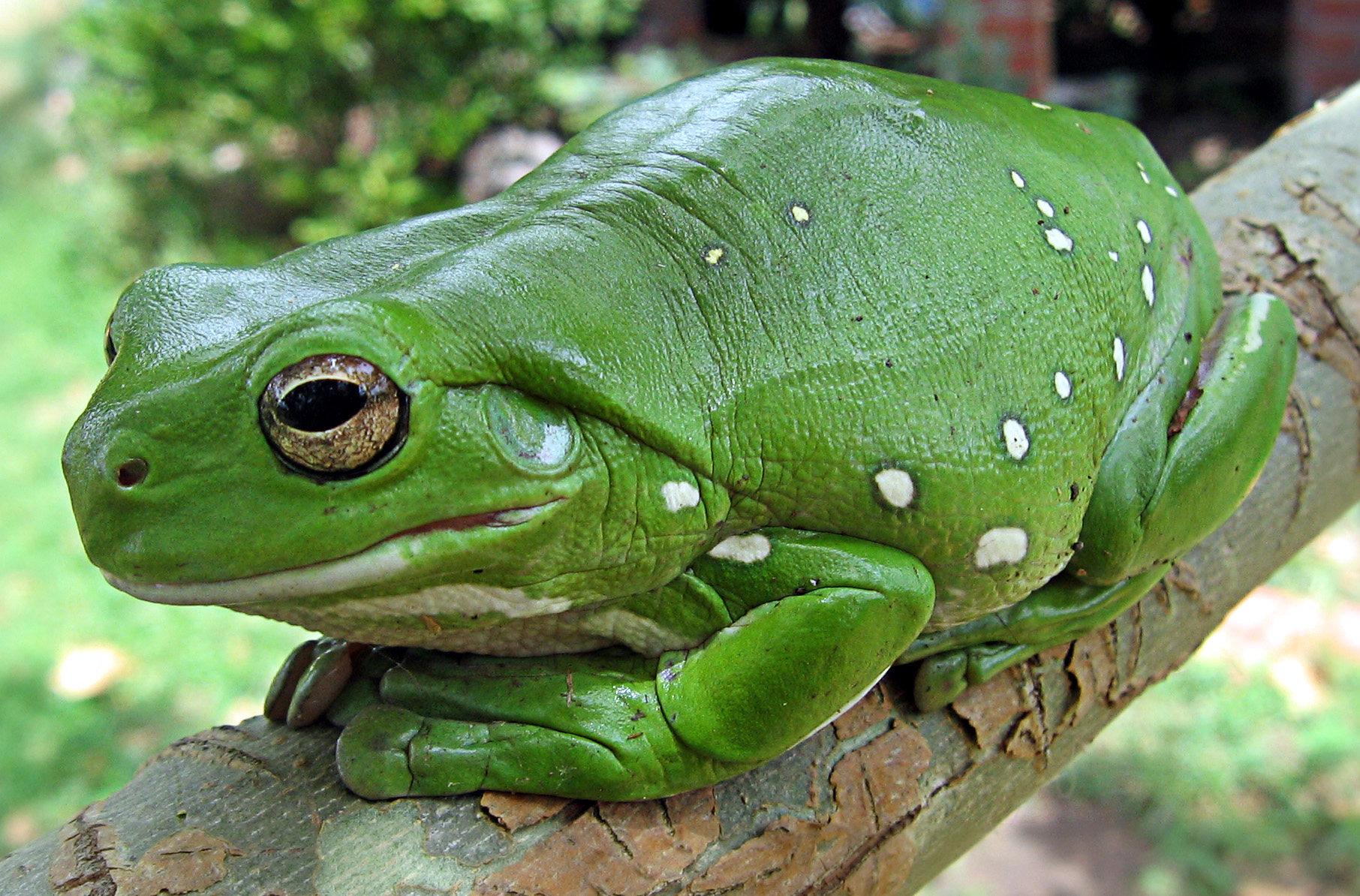
En australisk trädlevande groda av arten Litoria caerulea

Groddjuren anses ha gett upphov till kräldjuren och ha utvecklats från lobfeniga fiskar. Under karbonperioden var groddjuren de största landlevande djuren. Ännu större arter skulle komma att utvecklas senare, under perm och framåt, men då hade kräldjuren övertagit deras ställning. De allra största groddjuren tillhörde överordningen pansargroddjur (Labyrinthodontia), exempelvis Eryops (2 m, perm), Paracyclotosaurus (3 m, trias) och Koolasuchus (5 m, krita). Diplocaulus (1 m, perm), som hade ett bumerangformat huvud, är ett annat berömt groddjur från den här tiden.

## Taxonomi
Dagens groddjur tillhör alla samma underklass, Lissamphibia, och antalet arter ligger på omkring 6 350 (IUCN listar 2008: 6 347 arter, webbplatsen Amphibiaweb.org förtecknar 6 391 arter (6 oktober 2008) men antalet uppdateras dagligen, i verket "Amphibian Tree of Life" från 2006 listas 5 948 arter, online-databanken Amphibian Species of the World skiljer mellan 6 347 arter). Jämfört med tidigare beräkningar är dessa värden betydligt större. Det beror huvudsakligen på genetisk forskning, vilket medfört att många populationer som tidigare klassades som underarter idag har fått status som egna, specifika arter. Dessutom upptäcks fortfarande nya arter.
Den vanligaste systematiska indelningen skiljer mellan tre ordningar och 45 till 60 familjer.
- Ordningen Stjärtgroddjur (Caudata eller Urodela) med bland annat salamandrar (cirka 570 arter = 9 % av groddjuren)
- Ordningen Stjärtlösa groddjur (Anura eller Salientia) med till exempel grodor och paddor (cirka 5 600 arter = 88 %)
- Ordningen Maskgroddjur (Gymnophiona eller Apoda) (cirka 175 arter = 3 %)

Enligt fylogenetiska kriterier skulle Lissamphibia vara den rätta beteckningen för groddjur. Denna grupp är monofyletisk medan Amphibia (som även inrymmer flera utdöda arter) är en parafyletisk grupp. Amphibia sammanfattar bara alla arter i gruppen Tetrapoda som inte tillhör gruppen amnioter.

## Groddjur och människan
Groddjur är ovanlig mat för människor, men bland annat grodlår anses av många vara en delikatess. Många groddjursarter är hotade, eftersom de finns i regnskogar och våtmarker som exploateras av människan. Groddjur är vanliga som sällskapsdjur – i Sverige händer det att nyfikna barn samlar grodrom och låter den utvecklas till yngel. Detta är tillåtet. Emellertid är alla Sveriges herptiler fridlysta, och regelverket säger att det – undantaget kontrollerad vetenskaplig forskning – är olagligt att hålla vuxna groddjur i fångenskap. När ynglen utvecklats till vuxna individer måste de alltså släppas tillbaka ut i det fria. Exemplar av arter av groddjur som inte förekommer naturligt i Sverige är dock tillåtna som husdjur under hela deras levnadstid, försåvitt de inte är rödlistade av IUCN.
Den japanska jättesalamandern, Andrias japonicus, är världens största groddjur och kan bli närmare 1,5 m lång och väga omkring 20 kg. Den kan bli upp mot 60 år gammal, och köttet anses som en delikatess. Jakt och miljögifter har därför lett till att den nu räknas in bland utrotningshotade arter.

## Minskning av grodbeståndet
Minskning av grodbeståndet noteras så gott som i hela världen. Hårdast drabbade är dock groddjuren i tropiska områden i Sydamerika och Afrika. De främsta hoten mot groddjuren, och som antas förklara massdöden, är habitatförlust, fragmentering av landskap, försurning, kemikalieutsläpp, UV-strålning och klimatförändring. Av stor betydelse är också parasitsvampen Batrachochytrium dendrobatidis. Totalt sett är omkring 2000 av världens 6000 groddjur rödlistade och hundratals arter har försvunnit under de senaste årtiondena.